# Малая Елховка (Нижегородская область)
Малая Елховка — деревня в составе Большепесочнинского сельсовета в Уренском районе Нижегородской области.

## География
Находится на расстоянии примерно 18 километров по прямой на восток-северо-восток от районного центра города Урень.

## История
Деревня известна с 1790 года, относилась к главной дворцовой канцелярии, потом Придворной конторы, с 1797 крестьяне стали удельными. Основана выходцами из Большой Елховки. Население было старообрядцами спасова согласия. В 1856 году было учтено 6 дворов и 51 житель, в 1916 году 26 дворов и 108 жителей. Фамилия в селе Волковы. В советское время работал колхоз «Красный труженик». В 1978 году было 21 двор и 35 жителей, а в 1994 10 дворов и 15 жителей.

## Население
Постоянное население  составляло 10 человек (русские 100%) в 2002 году, 1 в 2010 .